# Dévény Anna Alapítvány
A Dévény Anna Alapítvány a koraszülötten, vagy egyéb okból sérülten született gyermekek korai fejlesztésével foglalkozik. Az Alapítvány vezetője és névadója, Dévény Anna 1976-tól dolgozta ki az egész világon egyedülálló módszerét, melynek lényege, hogy az izmok mozgatásával, masszírozásával stimulálják a nem, vagy nem megfelelően működő agypályákat, ezáltal – a munkát akár már az inkubátorban megkezdve – az elérhető legjobb szellemi és testi egészségi állapotot biztosítják a kis betegeknek.
A Dévény Speciális manuális technika - Gimnasztika Módszer az elmúlt 28 év alatt a mozgássérülések valamennyi területén kimagasló eredményeket volt képes felmutatni gyermekeknél és felnőtteknél egyaránt[forrás?]. Korai fejlesztéssel a nem szervi károsodott gyermekeknél a gyógyulási arány 80%[forrás?].
Az alapítót és vezetőt, Dévény Anna gyógytornászt munkásságáért 2003-ban Batthyány-Strattmann László-díjjal tüntették ki, 2010-ben pedig neki ítélték Prima Primissima díjat, az Oktatás és köznevelés kategóriában, továbbá a Budapest Belváros-Lipótváros Önkormányzatától a Belváros Egészségéért-díjat.